# Joe Wieland
Joseph Andrew Wieland (Reno, Nevada, 1990. január 21. –) amerikai profi baseball-dobó, aki a Chicago Cubs-franchise tagja. Korábban a San Diego Padres, a Los Angeles Dodgers és a Seattle Mariners Major League Baseball-, a Jokohama DeNA BayStars Nippon Professional Baseball- és a Kia Tigers KBO League-csapataokban is játszott.

## Élete

### Gyermekkora
Amikor még Wieland a renói Bishop Manogue High School csapatában játszott a Las Vegas Review-Journal és a Reno Gazette-Journal újságok Nevada állam év játékosának választották meg. A főiskolai baseball-pályafutását a San Diego State színeiben töltötte volna le.

### Profi pályafutása

#### Texas Rangers
Wielandet a 2008-as Major League Baseball draft negyedik körében igazolta le a Texas Rangers csapata. Mivel aláírt a Rangershez, így nem játszott a San Diego State színeiben. Wieland a 2009-es évet a negyedosztályú Hickory Crawdads csapatában töltötte el, ahol 19 játék után 5,31-es ellene befutott pontátlaggal zárt. A 2010-es évet szintén a Crawdadsnél kezdte, azonban a 15 játék után elért 3,34-es ellene befutott pontátlaga miatt júliusban kinevezték a kaliforniai ligában játszó Bakersfield Blaze csapatába. Wieland a 2011-es évet a Myrtle Beach Pelicans, a Rangers új „High-A” szintű partnercsapatában kezdte, majd június végén felkerült a harmadosztályba. 2011. július 29-én a Frisco RoughRiders csapatában no-hitter játékot dobott a San Antonio Missions, a San Diego Padres harmadosztlyú társcsapatával szemben. Wieland a RoughRiders csapatában 7 játék mellett 1,23-as ellene befutott pontátlagot ért el.

#### San Diego Padres
2011. július 31-én Wielandet és Robbie Erlint Mike Adams dobójátékosért elcserélték a San Diego Padres csapatával. Az évet a harmadosztályú Missionsben töltötte, ahol 5 játék után 2,77-es ellene befutott pontátlaggal zárt. A 2011-es évben a három csapatával 9 játékrész alatti 8,7 strikeoutátlagot ért el.
Wieland a 2012-es évet a másodosztályú Tucson Padres csapatával kezdte, ahonnan azonban mindössze 2 játék után felhívták a Major League-csapatba.
Wielandet akkor hívták fel a Padres keretébe, amikor a szezon elején Tim Stauffer és Dustin Moseley is átkerült a sérültek listájára. Wieland Major League-bemutatkozására 2012. április 14-én, a Los Angeles Dodgers csapatával szemben került sor, ahol öt játékrész alatt hat biztos ütést engedett be, elvesztve ezzel a játékot. Wieland öt játékban volt kezdőjátékos a Padres színeiben, ezekből négyet elvesztve 4,55-ös ellene befutott pontátlagot ért el, mielőtt vállfeszességre panaszkodva májusban átkerült a sérültek listájára. 2012. július 27-én Tommy John-műtéten esett át, ami rövidre is zárta a szezonját.
Wieland a 2013-as évet a hatvannapos sérültek listáján kezdte, mivel még mindig a műtétjéből lábadozott. A szezon közepe környéken kezdett újra részt venni a dobóedzéseken, azonban fájdalmak és stresszreakció képében számos visszaesésben szenvedett, így kihagyva az egész évet. A 2014-es szezon kezdetén a könyökével artroszkópos műtéten esett át, a Padresbe való visszatérésére 2014. szeptember 6-án került sor. A Padres csapatában a 2014-es szezonban négy játékban vett részt, melyeken 11 játékrészben kilenc biztos ütést engedett be. Szeptember 24-én megszerezte első Major League-győzelmét, a Colorado Rockies csapatával szemben.

#### Los Angeles Dodgers
2014. december 18-án Yasmani Grandallel és Zach Eflinnel karöltve elcserélték Matt Kempért, Tim Federowiczért és bizonyos pénzösszegért a Los Angeles Dodgers csapatával. A Dodgers vezetősége Wielandet a másodosztályú Oklahoma City Dodgershöz osztotta be.
2015. május 6-án felhívták Wielandet a Dodgersbe, hogy a Milwaukee Brewersszel szemben kezdjen egy játékot. 4 2⁄3 játékrész alatt hat biztos ütést adott fel, így a játék után azonnal vissza is helyezték a másodosztályba. Szeptember 9-én ismét kezdhetett egy játékot az első osztályban, ahol négy játékrész alatt két biztos ütést adott fel. A másodosztályú Oklahoma Cityben 21 játékot kezdett, illetve egyszer felváltó dobóként is szerepelt, és 10–5 győzelmi aránnyal és 4,59-es ellene befutott pontátlaggal zárt. A Dodgers a szezon lezárultával a fizetési eljárás elkerülése érdekében 590 000 amerikai dollárnyi összeg fejében egy évre meghosszabbította Wieland szerződését.

#### Seattle Mariners
2016. január 12-én Wielandet az alsóbb osztályban játszó Erick Mejia belsővédőért elcserélték a Seattle Mariners csapatával. A Mariners szeptember 14-én elcserélte Wielandet az Atlanta Braves csapatával, ahol a másodosztályú Gwinnett Braveshez osztották be.

#### Jokohama DeNA BayStars
2016. november 7-én bejelentették, hogy Wieland aláírt a Nippon Professional Baseball bajnokságban játszó Jokohama DeNA BayStars csapatával a 2017-es évre.
2017. április 6-án, egy Yomiuri Giants elleni mérkőzésen mutatkozott be az NPB-ben, kezdőként. A mérkőzésen 6 játékrészt dobott, amely alatt 5 biztos ütést és egy kétemberes hazafutás képében 2 futást engedett be, illetve 8 játékost ejtett ki. Első győzelmét, biztos ütését és beütött futását április 28-án, a Hirosima Toyo Carp csapata ellen szerezte meg. Május 17-én a Hirosima ellen beütötte az első hazafutását is. Július 1-én a jobb könyöke körüli feszességre panaszkodva a kispadra került, azonban a július 7-i Chunichi Dragons elleni mérkőzésen már kezdőként játszott. Július 18-a és szeptember 25-e között a csapat történelmének első külföldi játékosaként egymás után 5 győzelmet jegyeztek fel neki. A szeptember 25-i Hanshin Tigers elleni meccs egyben az első teljes játéka és első shutoutja is volt. Október 1-jén, a szezon utolsó mérkőzésén megszerezte a tizedik győzelmét és a harmadik hazafutását. Előbbivel megdöntötte Guillermo Moscoso külföldi Jokohama-játékosok közötti csapatrekordját, utóbbira pedig legutóbb a jokohamai dobók közül Hiramacu Maszadzsi volt képes 1976-ban. A szezont 10–2-es győzelmi aránnyal, 2,98-os kiérdemelt futás-átlaggal és 112 kiejtéssel zárta. A jó teljesítménye miatt 2017. november 8-án 130 millió japán jenes összegért meghosszabbították a szerződését a 2018-as szezonra. 2018. augusztus 3-án a Hirosima Toyo Carp elleni mérkőzés tizenegyedik játékrészében kettő kiejtett játékosnál Wielandet becserélték ütőjátékosként, ezzel 1993 óta az első csereütőként pályára lépő Jokohama-dobó lett. Icsioka Rjúdzsi megsétáltatta Wielandet, ezzel feltöltve a bázisokat. A következő ütőjátékos, Kuramoto Tosihiko walk-off találatával 7–6 arányban nyert a BayStars. Az évet 4–9-es győzelmi aránnyal, 4,99-os kiérdemelt futás-átlaggal és 82 kiejtéssel zárta. Wieland szerződését a 2018-as szezonban nyújtott gyenge dobóteljesítménye miatt nem hosszabbította meg a BayStars.

#### Kia Tigers
2018. december 5-én bejelentették, hogy Wieland a 2019-es szezonban a dél-koreai KBO League bajnokságban szereplő Kia Tigers csapatában fog játszani. A szezon után a gyenge teljesítménye miatt nem hosszabbították meg a szerződését.

#### Chicago Cubs
2020. szeptember 10-én alsóbb ligás szerződést kötött a Chicago Cubs csapatával.

## Dobóstílusa
Wieland háromnegyedes szögből, biztosan dob. Négyfajta dobása van: egy két- és egy négyvarrásos gyorslabda, egy csavart labda, illetve egy ritkán játszott changeup.